# Rolf Rendtorff
Rolf Rendtorff (* 10. Mai 1925 in Preetz; † 1. April 2014 in Heidelberg) war ein deutscher evangelischer Theologe, der über viele Jahre in Heidelberg wirkte. Er war drei Jahre lang Rektor der Heidelberger Universität.

## Leben
Rendtorff wurde als Sohn des Theologen Heinrich Rendtorff geboren, der 1926 eine Professur an der Universität Kiel übernahm. Von 1930 bis 1933 wohnte die Familie in Schwerin, wo der Vater als Landesbischof amtierte. Nach der Absetzung durch die Nationalsozialisten übernahm der Vater eine Pfarrstelle in Stettin.
Im Zweiten Weltkrieg diente Rendtorff von 1942 bis 1945 bei der Kriegsmarine. Zuletzt hatte er den Rang eines Leutnants zur See inne. Nach dem Krieg studierte er von 1945 bis 1950 evangelische Theologie in Kiel, Bethel, Göttingen und Heidelberg. Er promovierte 1950 an der Universität Heidelberg bei Gerhard von Rad zu dem Thema Die Gesetze der Priesterschrift. Eine gattungsgeschichtliche Untersuchung.
Rendtorff habilitierte sich 1953 in Göttingen für Altes Testament; sein Betreuer war Walther Zimmerli. Das Thema der Habilitation waren Studien zur Geschichte des Opfers im Alten Testament. Er wurde 1958 Professor für Altes Testament an der Kirchlichen Hochschule Berlin. Dort war er 1962/1963 als Rektor tätig. 1963 wurde er ordentlicher Professor für Alttestamentliche Theologie an der Universität Heidelberg. In den Jahren 1964/1965 war er Dekan der Theologischen Fakultät.
Rendtorff war 1967/1968 Senator und 1968/1969 Mitglied der Grundordnungs-Versammlung, die eine Reform der Grundordnung der Universität erarbeiten sollte. Vom Januar 1970 bis November 1972 war er Rektor der Universität, wobei er nach einer ersten zweijährigen Amtszeit im Februar 1972 wiedergewählt wurde. Als so genannter Reformrektor versuchte er immer wieder zwischen konservativer Professorenschaft (zum Beispiel dem Bund Freiheit der Wissenschaft), dem Kultusministerium von Baden-Württemberg und der Reformen und Veränderungen einfordernden Studentenbewegung zu vermitteln. Dabei geriet er in heftige Konflikte vor allem mit den Professoren und den staatlichen Stellen, denen zufolge er nicht scharf genug gegen „radikale“ Aktivisten vorging. Diese Schwierigkeiten, die zu einer Vergiftung der hochschulpolitischen Atmosphäre und Boykott-Aktionen führten, resultierten schließlich in seinem Rücktritt vom Rektorat.
Vor seiner Emeritierung 1990 hatte er Gastprofessuren in Jerusalem, Pretoria, Chicago und Rom inne.
Sein Bruder Trutz Rendtorff war ebenfalls Theologieprofessor.

## Wirken
Rendtorff unternahm 1963 gemeinsam mit der Deutsch-Israelischen Studiengruppen an der Kirchlichen Hochschule Berlin seine erste Israelreise. In der Folge setzte er sich intensiv für das Verständnis des Judentums und des Staates Israel auf christlicher Basis ein. 1966 gehörte er zu den maßgeblichen Gründungsmitgliedern der Deutsch-Israelischen Gesellschaft (DIG), in der er – lange Jahre als Vizepräsident – für Verständigung zwischen Israelis und Deutschen genau so eintrat wie für Verständigung zwischen Palästinensern und Israelis. 1977 war er gemeinsam mit Reiner Bernstein Mitbegründer und langjähriger Vorsitzender des Deutsch-Israelischen Arbeitskreises für Frieden im Nahen Osten (DIAK).
Innerhalb der Evangelischen Kirche in Deutschland beteiligte er sich intensiv am Dialog zwischen Christen- und Judentum und war viele Jahre lang Vorsitzender der Studienkommission Kirche und Judentum und somit Mitherausgeber der Studien Christen und Juden I (1975) und II (1991) und daneben Mitglied der Arbeitsgemeinschaft Juden und Christen des evangelischen Kirchentags.

## Ehrungen
- 2002 Buber-Rosenzweig-Medaille des Deutschen Koordinierungsrates der Gesellschaften für christlich-jüdische Zusammenarbeit (DKR)

## Schriften (Auswahl)
- Das Werden des Alten Testamentes. Berlin, Evangelische Verlagsanstalt. 1960.
- Das Alte Testament. Eine Einführung. Neukirchen 5. Aufl. 1995.
- Theologie des Alten Testaments. 1. Kanonische Grundlegung. Neukirchen 1999.
- Theologie des Alten Testaments. 2. Thematische Entfaltung. Neukirchen 2001.
- Väter Könige Propheten. Kreuz-Verlag Stuttgart, 1967.
- Gottes Geschichte. Ein Stundenbuch. Der Anfang unseres Weges im Alten Testament. Hamburg Furche, 2. Auflage, 1964
- Scheitert die Hochschulreform? Heidelberg zum Exempel. Gemeinsam mit: Nuissl, Ekkehard, Wolff-D. Webler. Rowohlt 1973
- Israel und sein Land. Theologische Überlegungen zu einem politischen Problem; 1975.
- Thema: Juden, Christen, Israel. Ein Gespräch. Mit einer Entgegnung von Nathan Peter Levinson. Gemeinsam mit: Helmut Gollwitzer. Radius Verlag, 1978. ISBN 3-87173-533-7
- Arbeitsbuch Christen und Juden. Zur Studie des Rates der EKD. 1979 (4. Aufl. 1989)
- Leviticus (= Biblischer Kommentar Altes Testament, Band III/1.) Neukirchen-Vluyn, Neukirchener Verlag, 1985.
- Die Kirchen und das Judentum. Dokumente von 1945–1985. Gemeinsam mit Hans Hermann Henrix. 1988
- Hat denn Gott sein Volk verstoßen? Die evangelische Kirche und das Judentum seit 1945; Ein Kommentar. 1989
- Christen und Juden heute. Neue Einsichten und neue Aufgaben. 1998.
- Kontinuität im Widerspruch. Autobiographische Reflexionen. Göttingen 2007.